# Красный колпак
Красный колпак/Красный капюшон (англ. Red Hood) — прозвище нескольких персонажей из вселенной DC Comics, первый Красный капюшон стал заклятым врагом Бэтмена — Джокером.

## Биография

### Красный колпак I
Скорее всего, под маской первого Красного капюшона в разное время скрывались различные криминальные элементы. Вероятно, она носилась по очереди членами банды грабителей. Более точные данные, кто был в ней, известны лишь на момент гибели Колпака.
Однажды банда грабителей, главарём которой был человек в странном красном колпаке, проникла на фабрику Ace Chemical, чтобы ограбить карточную компанию, находившуюся в том же здании. Вскоре преступников обнаружили, и они столкнулись с полицией и Бэтменом. Все бандиты, за исключением Красного колпака, погибли в перестрелке с полицейскими. Главарь, увидев Тёмного рыцаря, в страхе перемахнул через перила прямо в чан с химикатами. Дальше его унесло по сточным трубам и выкинуло в реку. Преступник, выбравшись на берег, снял свой капюшон. Оказалось, что плавание в кислоте не оставило его невредимым: в отражении в воде реки несчастный увидел сумасшедшую клоунскую физиономию. Белая кожа, волосы ядовито-зелёного цвета и ярко-алые губы, растянутые в жуткой усмешке, — вот что досталось неудачливому преступнику. И с этого момента его прежняя личность растворилась в безумии. С этого дня в Готэме появился Джокер.
В комиксе «Убийственная шутка» рассказывается, что до этих событий Красный Колпак был вполне обычным молодым женатым человеком, бывшим химиком, который бросил эту работу ради призвания — выступлений в качестве комедианта, впрочем не получив успеха. Ради денег, необходимых ребёнку, который должен был родиться скоро, договорился с преступниками провести их на завод, где раньше работал. Бандиты уговорили надеть Красный капюшон, якобы для анонимности, а на деле, чтобы привлечь всё внимание к нему на случай столкновения с полицией. Но в день ограбления жена комедианта погибла из-за несчастного случая, во время ограбления мужчина, испугавшись Бэтмена, упал в чан с кислотой, навсегда изменился. Впрочем как говорит сам Джокер, сегодня он помнит одно, завтра другое.

### Красный колпак II
После «Военных игр» в Готэме появился новый преступник в красном колпаке, который с лёгкостью расправлялся с отрядами Чёрной Маски и даже мог на равных противостоять Бэтмену.
Как позже выяснилось, им оказался Джейсон Тодд (Робин), погибший от рук Джокера много лет назад. Он вернулся к жизни благодаря событиям «Бесконечного кризиса», но сильно изменился. Тодд считал, что Бэтмен не отомстил за его гибель, ведь Джокер был все еще жив и мог в любой момент совершить побег, продолжая убивать людей. Джейсон поучаствовал в афере Хаша, а затем узнал об оригинальном Красном Колпаке и создал себе новый имидж.
Колпак похитил у Чёрной Маски груз криптонита, но на назначенную встречу черепоголовый злодей прислал Мистера Фриза. Джейсону удалось справиться и с Виктором, и с подоспевшими на место действия Робином и Бэтменом. Телохранительница Оникс присоединилась к Колпаку в его войне против Чёрной Маски, потому что именно Сионис убил её объект — Орфеуса. Но девушка просчиталась с выбором напарника. Лишь подоспевший Бэтмен спас ей жизнь.
Джейсон наведался и к текущему Робину, Тиму Дрейку. Под покровом ночи он легко проник в Башню Титанов и одолел всех участников команды. Однако, победив Тима он просто-напросто оставил его, посчитав, что тот достоин быть новым Робином.
Колпак с лёгкостью похитил Джокера и держал его в заложниках, вынуждая Бэтмена рано или поздно встретиться с ним один на один. Начавшийся «Бесконечный кризис» спутал ему карты. Маска заручился поддержкой суперзлодейского Общества, и старым партнёрам вновь пришлось работать вместе, чтобы победить преступников. Когда же настала пора решающей схватки между Колпаком и его бывшим наставником, Джокер взорвал здание, в котором происходила встреча.
Год спустя в Нью-Йорке Джейсон появился уже под личиной Найтвинга и выяснял отношения с Диком Грейсоном.

### Банда Красных капюшонов
Во вселенной New 52 Брюс Уэйн до того, как стать Бэтменом, сталкивается с бандой преступников, носящих красные шлемы. В отсутствие мафии, разгромленной полицией Готэма, Капюшоны быстро захватывают власть в городе. Её лидер рассказывает Брюсу, что именно смерть Томаса и Марты Уэйн вдохновили его стать преступником и создать лучшую банду Готэма. Кроме того, мститель узнаёт, что в банду вербуют членов с помощью угроз и шантажа, все преступники обычные граждане. Брюс несколько раз мешает планам банды, а потом с помощью своего дяди и раскаявшегося члена банды Филиппа Кейна узнаёт, что банда планирует взорвать завод «Ace Chemical» на годовщину смерти Уэйнов. Он мешает их планам, но лидер банды падает в чан с кислотой. Тела найти не удаётся, хоть и выясняется, что банда была уверена, что их главарь — Лайам Дистал, но его тело найдено в бочке в щёлоке и умер он задолго до нападения на завод. То есть на каком-то этапе деятельности банды Дистала заменил неизвестный, который и упал в химикаты. После его пропажи банда распадается, а выживших бандитов убивает Джокер.
Кроме того, известно, что до встречи с Брюсом, членом банды Красных капюшонов был Джейсон Тодд.

## Вне комиксов

### Кино
- В телесериале «Готэм» дважды появляется Банда Красных капюшонов. Первое появление состоялось в серии «Красный капюшон» (17 серия 1 сезона). Банда состоит из пяти участников, лидером (собственно Красным Капюшоном) является Гас Флойд. Банда промышляет грабежом банков. Однако затем Гас произносит неосторожную фразу, что «носитель капюшона руководит бандой», и его товарищ и тайный завистник Клайд Дестро убивает его и забирает маску Красного капюшона себе. Под его руководством банда грабит ещё один банк, но вскоре и Клайд выбывает из строя (но выживает), когда ещё один член банды Троуп решил отобрать себе маску для впечатления своей девушки. Тем временем Джеймс Гордон и Харви Буллок находят причину существования банды: Клайд был пекарем и хотел расширить бизнес, но был отвергнут банками и решил ограбить их. Вскоре полиция ловит оставшихся Красных капюшонов при ограблении, и в ходе перестрелки все трое погибают. Маску Красного капюшона позже находит и оставляет себе маленький мальчик.

Вторая Банда Красных капюшонов (с масками в форме стилизованных противогазов) появляется в третьем сезоне и неожиданно атакует Пингвина на одной из его церемоний в качестве мэра города. На этот раз имена участников банды не были названы. Организатором новых Красных капюшонов оказался Бутч Гилзин (будущий Соломон Гранди), желавший отомстить Пингвину за то, что не стал начальником его штаба (Кобблпот выбрал Загадочника, в котором увидел больше потенциала). Вскоре Бутч сам убивает всю банду дабы замести следы, но Нигма всё равно публично разоблачает его.

### Мультфильмы
- Красный колпак (Джейсон Тодд) — главный герой полнометражного мультфильма «Бэтмен: Под красным капюшоном» 2010 года. Первый Красный колпак появляется в воспоминаниях, указано, что различные преступники носили это прозвище.
- Красный колпак появляется в одном из эпизодов мультсериала «Бэтмен: отважный и смелый». В данной интерпретации он является супергероическим двойником Джокера из параллельного (зеркального) мира и борется с Преступным синдикатом (аналогом Лиги справедливости).
- Персонаж также фигурирует в короткометражном интерактивном анимационном фильме «Бэтмен: Смерть в семье», который является продолжением мультфильма «Бэтмен: Под красным колпаком».

### Видеоигры
- Красный Колпак появился в игре Batman: Arkham Origins. Игроку придётся играть за первого Красного Колпака, когда Джокер попадает в тюрьму Блэкгейт, где к нему приходит врач Харлин Квинзель (в будущем напарница и подруга Джокера — Харли Квинн) и Джокер начинает рассказывать ей о своём прошлом.
- Красный Колпак (Джейсон Тодд) является игровым персонажем в Batman: Arkham Knight, доступ к которому, некоторое время, можно было получить, лишь сделав предзаказ на GameStop. Здесь персонажа зовут Красный капюшон.
- Красный Колпак является игровым персонажем в Lego Batman 3: Beyond Gotham.
- Является играбельным персонажем в игре «Injustice 2». В его одиночной концовке Джейсон Тодд отказывается встать на сторону Бэтмена или Супермена. Хотя он соглашается с Суперменом, что преступники заслуживают смерти, Красный Колпак не одобряет диктаторское правление Человека из стали. Таким образом, пока лучшие в мире сражаются друг с другом, Красный Колпак сосредоточен на защите слабых и невинных.
- Красный Колпак является игровым персонажем в Lego DC Super-Villains.
- Красный Колпак (Джейсон Тодд) является одним из игровых персонажей в Gotham Knights.